# Inman Valley
Inman Valley är en ort i Australien. Den ligger i kommunen Yankalilla och delstaten South Australia, omkring 64 kilometer söder om delstatshuvudstaden Adelaide.
Närmaste större samhälle är Encounter Bay, omkring 16 kilometer sydost om Inman Valley. 
Trakten runt Inman Valley består till största delen av jordbruksmark. Runt Inman Valley är det ganska glesbefolkat, med 23 invånare per kvadratkilometer. Genomsnittlig årsnederbörd är 766 millimeter. Den regnigaste månaden är juni, med i genomsnitt 142 mm nederbörd, och den torraste är december, med 22 mm nederbörd.